# 戴维·G·安德森
戴维·G·安德森（1949年5月13日—2019年4月24日）是一位美国考古学家和人类学家，田納西大學教授，研究领域为北美气候变化和人类迁徙的关系。